# Eduardo Rabossi
Eduardo A. Rabossi (Buenos Aires, 20 de marzo de 1930–Cuzco, 11 de noviembre de 2005) fue un filósofo argentino, docente universitario y funcionario público en el área de los Derechos Humanos. Se destacó por su intervención en el Juicio a las Juntas y por ser un referente de la Filosofía Analítica.

## Biografía
Eduardo Antonio Rabossi se recibió como Licenciado en Derecho por la Universidad de Buenos Aires en 1955. Realizó el Master of Arts, especialización en Filosofía, de la Universidad de Duke (1961) y cursó estudios de posgrado en la Universidad de Oxford (1965-66 y 1968-79).
Después del golpe de estado de Onganía (1966) y la Noche de los Bastones Largos, renunció a sus cargos en la Universidad de Buenos Aires y continuó sus investigaciones de manera independiente. Obtuvo las becas: Fullbright Grant (1959-1960), British Council Scholarship (1965-1966), Guggenheim Fellowship (1968-1969 y 1991-1992) y Fullbright Scholarship (1990). 
Como docente fue Profesor Titular de la Universidad de Buenos Aires en las Facultades de Derecho (cátedra de Derechos Humanos y Garantías) y de Filosofía y Letras (cátedras de Metafísica y Filosofía del Lenguaje), habiendo sido nombrado Profesor Consulto de la Universidad en 1998. Fue además Investigador Principal del CONICET.
Su actividad profesional estuvo centrada en Ética, Filosofía del lenguaje, Filosofía de la Mente y la Filosofía analítica. Fue cofundador, en 1972, de la Sociedad Argentina de Análisis Filosófico, su presidente y editor de su revista, Análisis Filosófico. 
Fue miembro de la Asamblea Permanente por los Derechos Humanos y de la Comisión Nacional sobre la Desaparición de Personas, encargada de la redacción del "Nunca Más", en cuyo carácter declaró como testigo en el juicio a las Juntas Militares. Fue Subsecretario de Derechos Humanos durante el gobierno del presidente Raúl Alfonsín (1984-1989), y aunque no estuvo de acuerdo con las leyes de Punto Final y Obediencia Debida, fue de todas formas criticado por admitir de alguna manera que no todos los participantes en el Terrorismo de Estado fueran castigados.  
Fue el primer funcionario público en recibir en carácter oficial a la Comunidad Homosexual Argentina. Durante su gestión, la Argentina se adhirió al Pacto de San José de Costa Rica, equiparó legalmente a la tortura con el homicidio. En 2005 llegó a integrar la lista de diputados de un Radicalismo totalmente desprestigiado por la caída del gobierno de Fernando de la Rúa.
Desarrolló el concepto de cultura de los derechos humanos, más tarde adoptado por Richard Rorty, según la cual el respeto por los mismos debe surgir de un fortalecimiento interno y no de la búsqueda de un fundamento trascendente ni de la comparación absoluta con otras culturas.
La muerte lo sorprendió a los 75 años en Perú, adonde había ido para participar en un congreso de Filosofía.

## Obra
- La justificación moral del castigo (1976)
- Estudios éticos (1977)
- Análisis filosófico, lenguaje y metafísica (1977)
- Philosophical Analysis in Latin America (editor, 1982)
- Ética y análisis (1985)
- La carta universal de los derechos humanos (1987)
- La filosofía y el filosofar (1994)
- Filosofía de la mente y ciencia cognitiva (1995, con Ned Block)
- La enseñanza de la Filosofía en debate. Coloquio Internacional (2000, compilador)
- Psicología cognitiva y filosofía de la mente: pensamiento, representación y conciencia (2003, compilador)
- La Mente y sus problemas : temas actuales de filosofía de la psicología (2004, compilador)
- En el comienzo Dios creó el canon (2009, obra póstuma)

## Premios y reconocimientos
- Diploma de la Universidad de Tel Aviv (1987)
- Diploma de la B’nai B’rith Argentina (1988)
- Gran Oficial de la Nación al Mérito (República de Italia, 1988)
- Profesor Honorario de la Universidad Nacional de Salta (1991)
- Premio Konex de las Letras (1994)